# ARFU Asian Rugby Championship 1974
Die ARFU Asian Rugby Championship 1974 war ein Wettbewerb für asiatische Nationalmannschaften in der Sportart Rugby Union. Es handelte sich um die vierte Ausgabe der vom Verband Asian Rugby Football Union (ARFU) organisierten Rugby-Union-Asienmeisterschaft. Beteiligt waren acht Mannschaften, die vom 17. bis 23. November an einem Turnier in Colombo in zwei Gruppen gegeneinander antraten. Nach dem Finale stand Japan zum vierten Mal als Asienmeister fest.

## Vorrunde

### Gruppe A
|    | Land     | Spiele | Siege | Unent. | Ndlg. | Spiel- punkte | Diff. | Tabellen- punkte |
| -- | -------- | ------ | ----- | ------ | ----- | ------------- | ----- | ---------------- |
| 1. | Japan    | 3      | 3     | 0      | 0     | 96:31         | + 65  | 6                |
| 2. | Südkorea | 3      | 1     | 0      | 2     | 59:48         | + 11  | 2                |
| 3. | Hongkong | 3      | 1     | 0      | 2     | 43:61         | − 18  | 2                |
| 4. | Thailand | 3      | 1     | 0      | 2     | 37:95         | − 58  | 2                |

| 18. November 1974 | Japan | 20 : 7 | Südkorea | Longden Place, Colombo |
| 18. November 1974 |       |        |          | Longden Place, Colombo |

| 18. November 1974 | Thailand | 22 : 6 | Hongkong | Longden Place, Colombo |
| 18. November 1974 |          |        |          | Longden Place, Colombo |

| 20. November 1974 | Japan | 46 : 6 | Thailand | Longden Place, Colombo |
| 20. November 1974 |       |        |          | Longden Place, Colombo |

| 20. November 1974 | Hongkong | 19 : 9 | Südkorea | Longden Place, Colombo |
| 20. November 1974 |          |        |          | Longden Place, Colombo |

| 22. November 1974 | Japan | 30 : 18 | Hongkong | Longden Place, Colombo |
| 22. November 1974 |       |         |          | Longden Place, Colombo |

| 22. November 1974 | Südkorea | 43 : 9 | Thailand | Longden Place, Colombo |
| 22. November 1974 |          |        |          | Longden Place, Colombo |

### Gruppe B
|    | Land      | Spiele | Siege | Unent. | Ndlg. | Spiel- punkte | Diff. | Tabellen- punkte |
| -- | --------- | ------ | ----- | ------ | ----- | ------------- | ----- | ---------------- |
| 1. | Sri Lanka | 3      | 3     | 0      | 0     | 61:13         | + 48  | 6                |
| 2. | Singapur  | 3      | 2     | 0      | 1     | 46:29         | + 17  | 4                |
| 3. | Malaysia  | 3      | 1     | 0      | 2     | 38:26         | + 12  | 2                |
| 4. | Laos      | 3      | 0     | 0      | 3     | 20:97         | − 77  | 0                |

| 17. November 1974 | Malaysia | 31 : 10 | Laos | Longden Place, Colombo |
| 17. November 1974 |          |         |      | Longden Place, Colombo |

| 17. November 1974 | Sri Lanka | 10 : 4 | Singapur | Longden Place, Colombo |
| 17. November 1974 |           |        |          | Longden Place, Colombo |

| 19. November 1974 | Malaysia | 9 : 7 | Singapur | Longden Place, Colombo |
| 19. November 1974 |          |       |          | Longden Place, Colombo |

| 19. November 1974 | Sri Lanka | 39 : 3 | Laos | Longden Place, Colombo |
| 19. November 1974 |           |        |      | Longden Place, Colombo |

| 21. November 1974 | Singapur | 27 : 7 | Laos | Longden Place, Colombo |
| 21. November 1974 |          |        |      | Longden Place, Colombo |

| 21. November 1974 | Sri Lanka | 12 : 6 | Malaysia | Longden Place, Colombo |
| 21. November 1974 |           |        |          | Longden Place, Colombo |

## Platzierungsspiele

### Spiel um Platz 3
| 23. November 1974 | Südkorea | 41 : 0 | Malaysia | Longden Place, Colombo |
| 23. November 1974 |          |        |          | Longden Place, Colombo |

### Finale
| 23. November 1974 16:15 IST | Sri Lanka      | 6 : 44         | Japan | Longden Place, Colombo Schiedsrichter: W. Ho Yoon (Südkorea) |
| 23. November 1974 16:15 IST | Straftritte: 2 | (3:18) Bericht | Versuche: Hara Kano Koyabu Kurihara Mori Murata (2) Yamashita (1 weiterer Spieler) Erhöhungen: Ueyama (4) | Longden Place, Colombo Schiedsrichter: W. Ho Yoon (Südkorea) |